# Амертал
Амертал (њем. Ammerthal) општина је у њемачкој савезној држави Баварска. Једно је од 27 општинских средишта округа Амберг-Зулцбах. Према процјени из 2010. у општини је живјело 2.096 становника. Посједује регионалну шифру (AGS) 9371111.

## Географија
Амертал се налази у савезној држави Баварска у округу Амберг-Зулцбах. Општина се налази на надморској висини од 430 метара. Површина општине износи 8,1 km².

## Становништво
У самом мјесту је, према процјени из 2010. године, живјело 2.096 становника. Просјечна густина становништва износи 257 становника/km².

## Међународна сарадња
| Мјесто | Држава | Врста сарадње | Од    |
| ------ | ------ | ------------- | ----- |
| Модим  | Израел | партнерство   | 1989. |
| Извор  |        |               |       |